# Các dụng cụ dùng trong nhiếp ảnh
Danh sách các dụng cụ dùng trong nhiếp ảnh:
1. Thân máy ảnh (Body);
2. Ống kính (Lens);
3. Chân máy (Tripod, Monopod);
4. Đèn Flash;
5. Ống che (Lens-hood);
6. Kính lọc (Filter);
7. Túi đựng máy ảnh;
8. Thiết bị vệ sinh máy ảnh như Bút lau, khăn lau.v.v.
9. Vỏ bọc máy ảnh dưới trời mưa, tuyết hoặc khi chụp dưới nước;
10. Thiết bị chuyển giữa các ống kính khác nhau;
11. Tấm hắt sáng;
12. Đèn chiếu sáng;
13. Phông Studio;
14. Các thiết bị tự chế tạo;